# 美波町国民健康保険日和佐診療所
美波町国民健康保険日和佐診療所（みなみちょうこくみんけんこうほけんひわさしんりょうしょ）は、徳島県海部郡美波町にある公立診療所である。全国に900以上ある国民健康保険診療施設の一つである。同町には美波町国民健康保険美波病院もある。

## 沿革

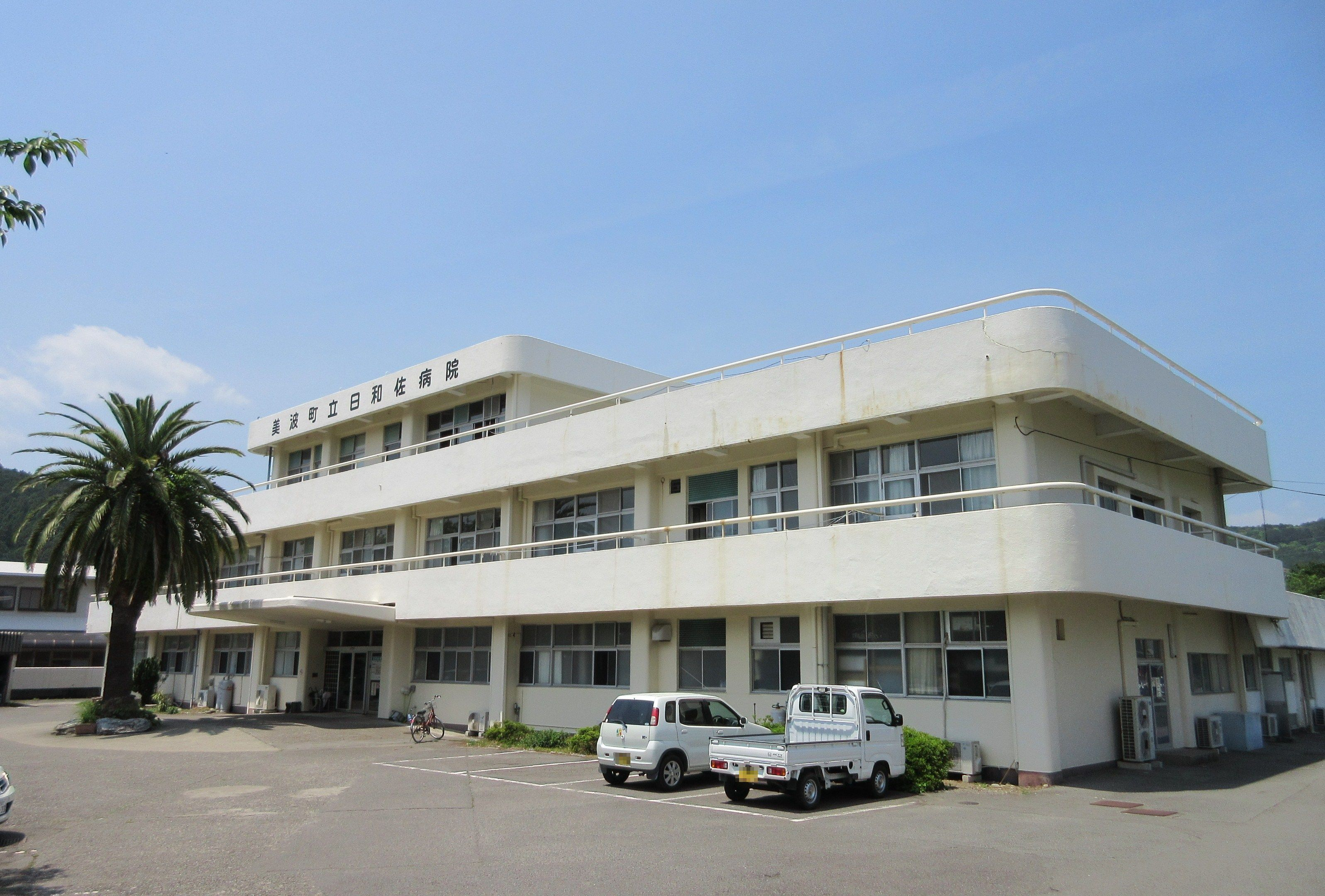
移転前の日和佐病院

- 2006年3月 美波町国民健康保険日和佐病院を開設。
- 2016年3月 美波町国民健康保険日和佐診療所となる。
- 2017年8月 美波町奥河内字井ノ上20-1から美波町奥河内字井ノ上13-2へ移転

## 診療科目
- 内科
- 外科
- 整形外科
- 神経内科
- 皮膚科

## 交通
- JR牟岐線日和佐駅より徒歩約10分。